# Tokyo Bambi
Tokyo Bambi（トウキョウ バンビ）は、日本のロックバンド、the pillowsの26枚目のシングル。2008年1月30日に発売された。

## 概要
- ノンタイアップながらオリコンチャートで本作が初のTOP10に入った曲である。
- 「Tokyo Bambi」には東京スカパラダイスオーケストラのホーン部隊（北原雅彦、NARGO、GAMO）が参加。
- 初回限定版には「Tokyo Bambi」と「Go! Go! Jupiter」のPVを収録したDVD、3作連動キャンペーン応募券を封入。また、初回限定版は黄緑、通常版はピンクと、ジャケットの色がそれぞれ異なる。

## 収録曲
作詞・作曲山中さわお（全曲）
1. Tokyo Bambi
2. Go! Go! Jupiter
3. Across the metropolis

## DVD（初回限定版のみ）
1. Tokyo Bambi(Video clip)
2. Go! Go! Jupiter(Video clip)
全編アニメーションで構成されている。